# Mount Magnet Shire
Koordinaten: 28° 3′ S, 117° 50′ O

Das Shire of Mount Magnet ist ein lokales Verwaltungsgebiet (LGA) im australischen Bundesstaat Western Australia. Das Gebiet ist 13.858 km² groß und hat etwa 650 Einwohner (2021).
Mount Magnet Shire liegt im Westen des Staats etwa 470 Kilometer nordöstlich der Hauptstadt Perth. Das Gebiet besteht aus den vier Ortschaften Cooladar Hill, Daggar Hills, Mount Magnet und Paynesville. Weitere ehemalige, inzwischen aufgegebene Ortschaften sind Lennonville und Boogardie. Der Sitz des Shire Councils befindet sich in der Stadt Mount Magnet, wo etwa 580 Einwohner leben (2021).

## Verwaltung
Der Mount Magnet Council hat sieben Mitglieder. Sie werden von allen Bewohnern der LGA gewählt. Mount Magnet ist nicht in Bezirke unterteilt. Aus dem Kreis der Councillor rekrutiert sich auch der Ratsvorsitzende und Shire President.